# PZL M18 Dromader
PZL M18 Dromader – samolot rolniczo-gaśniczy w układzie dolnopłata z silnikiem tłokowym.

## Historia
Samolot został opracowany i jest produkowany przez PZL Mielec na podstawie licencji amerykańskiej firmy Rockwell na samolot S-2R Thrush Commander. Jednakże wykorzystano z tej maszyny jedynie fragmenty (struktura) konstrukcji kadłuba i skrzydeł.
Polscy inżynierowie pod kierunkiem mgr inż. Józefa Oleksiaka uznali jednak, że na bazie silnika ASz62 można zbudować maszynę o 40% cięższą. Na bazie S2-R w 1974 r. rozpoczęły się prace projektowe nad nową konstrukcją oznaczoną M-18 Dromader. Samolot w dużej mierze składał się z gotowych podzespołów płatowca S2-R, przeprojektowany został kadłub, część skrzydła, zbiorniki i podwozie. Zasadnicza modyfikacja polegała na zamianie silnika na ASz-62IR produkowanego przez WSK PZL-Kalisz (wersja S-2R posiadała słabsze, 600 KM silniki z demobilu firmy Pratt & Whitney). Zastosowano też zmodyfikowane śmigło od An-2. Dromadery posiadają też uszczelnioną kabinę. Pierwszy prototyp został oblatany 27 sierpnia 1978 (pilot doświadczalny inż. Andrzej Pamuła).
M-18 Dromader zyskał międzynarodowe uznanie i doczekał się kilku wersji:
- Model M-18A, wyposażony w zwrócony plecami do kierunku lotu fotel dla mechanika za kabiną pilota
- Model M18B – o masie ładunku handlowego (w wersji przeciążonej) do 2200 kg, załoga: 1 pilot (możliwy przewóz 1 mechanika)
- Model M18BS – wersja szkolna (dwuster) – załoga: pilot-instruktor + uczeń + 700 kg ładunku handlowego

Na jego podstawie skonstruowano również (prototypy):
- PZL M-21 Dromader Mini
- PZL M-24 Dromader Super
- PZL M-25 Dromader Mikro

Wyprodukowano 759 samolotów M18. Eksportowano je do 24 krajów świata, w tym ponad 200 samolotów do  USA. W 2008 roku 15 sprzedano do Chin. Samolot w dalszym ciągu znajduje się w ofercie PZL-Mielec, lecz produkcję faktycznie wstrzymano. Prowadzone są nadal remonty starych samolotów, z nowym silnikiem i wyposażeniem. Rozważane jest odkupienie praw do konstrukcji i wznowienie produkcji w WZL nr 2 w Bydgoszczy (stan na 2017).

## Właściwości
Samolot cechuje się dużym udźwigiem użytecznym, ekonomicznością użycia (niskie zużycie paliwa w stosunku do udźwigu użytecznego) możliwością pracy w rolnictwie i w pożarnictwie (gaszenie pożarów lasów), sporym zasięgiem, możliwością startu i lądowania na lotniskach o utwardzonych trawiastych pasach startowych.
Pierwsze wersje miały niedużą stateczność podłużną, co w połączeniu z niezbyt dobrą sterownością i małym krytycznym kątem natarcia sprawiały, iż samolot nie był łatwy pilotażowo, wymagał od pilota precyzyjnego sterowania zwłaszcza podczas startu i lądowania. Był też wrażliwy na podmuchy – pilotaż był w takich warunkach męczący – wymagał stałej akcji sterami. Ponadto miał duże momenty zadzierające nos podczas wypuszczania klap, co wymagało czasem dwuręcznego sterowania w momencie lądowania.
W trakcie badań w locie utracono jeden prototyp w wyniku zbyt małej sztywności skrętnej usterzenia poziomego, które ukręciło się podczas badań stateczności w ślizgu – pilot doświadczalny inż. Tadeusz Gołębiewski, mając duże doświadczenie jako skoczek spadochronowy, zdołał się uratować skokiem ratowniczym na spadochronie. Próby korkociągowe prowadził pilot doświadczalny inż. Andrzej Abłamowicz. Dużą rolę w zwalczeniu problemów z wyprowadzeniem samolotu z korkociągu w tylnym ustawieniu środka ciężkości odegrał inny pilot doświadczalny, inż. Stanisław Wasil.
W późniejszych wersjach poprawiono usterzenie poziome, zastosowano sprężyny w układzie sterowania podłużnego, uzyskując poprawę stateczności podłużnej i sterowności podłużnej. Pilotaż wymaga jednak wzmożonej uwagi pilota, szczególnie w wersji przeciążonej i podczas podejścia (ataku) na źródło ognia (gaszenie pożarów lasów).

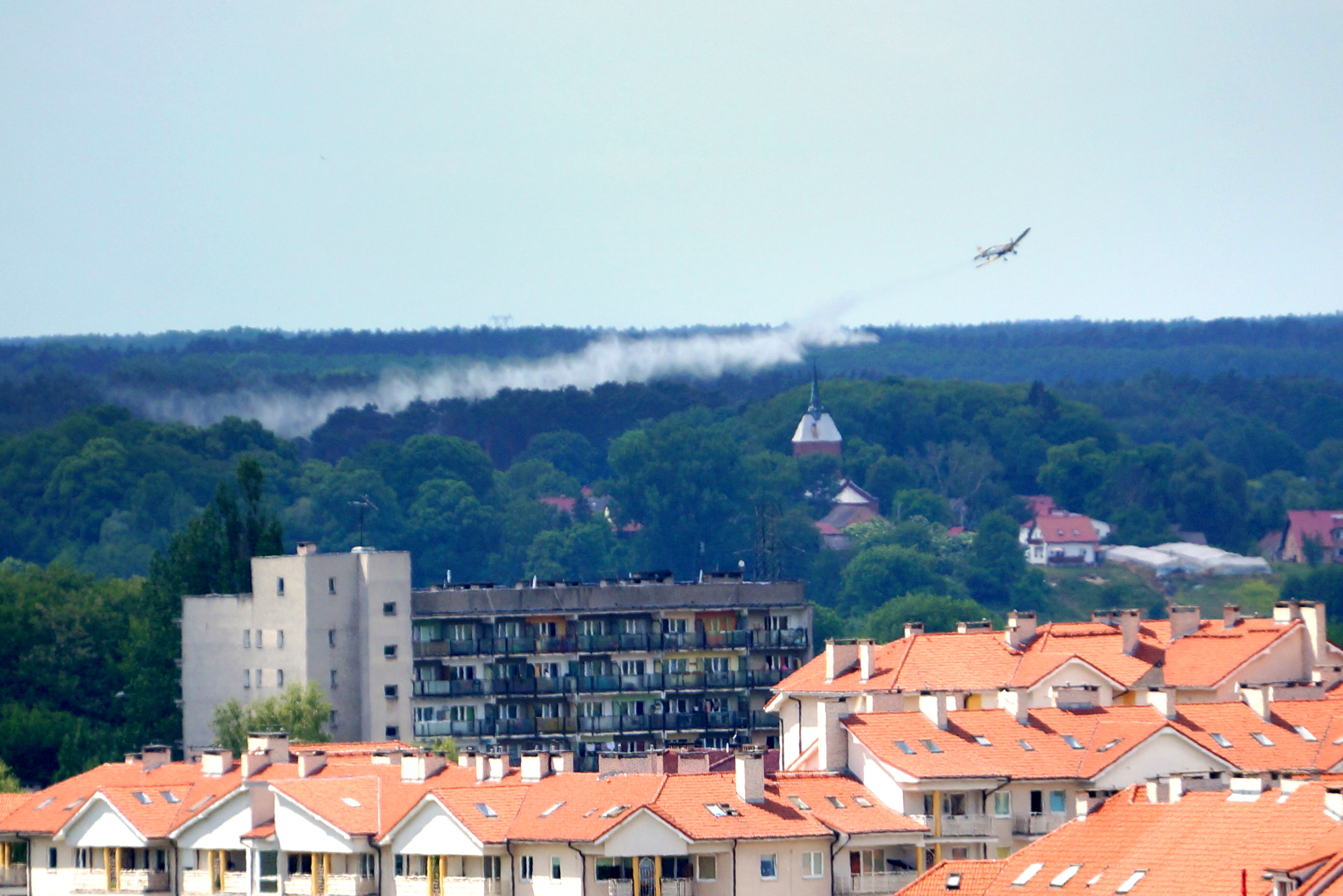
Zrzut wody podczas gaszenia pożaru

W Polsce najbardziej znane masowe użycie Dromaderów miało miejsce podczas gaszenia pożaru lasu koło Kuźni Raciborskiej 26 sierpnia 1992.
W trakcie wojny domowej w Chorwacji samoloty te były używane przez Chorwatów jako substytut samolotów bojowych (Chorwacja na początku wojny nie posiadała własnych sił powietrznych). Dromadery zostały wówczas przystosowane do przenoszenia lekkich bomb na zaczepach pod skrzydłami.

## Konstrukcja
Jednosilnikowy dolnopłat o konstrukcji całkowicie metalowej, na 3-kołowym stałym podwoziu z kółkiem ogonowym, wyposażony w zbiornik chemikaliów lub wody przed kabiną pilota.

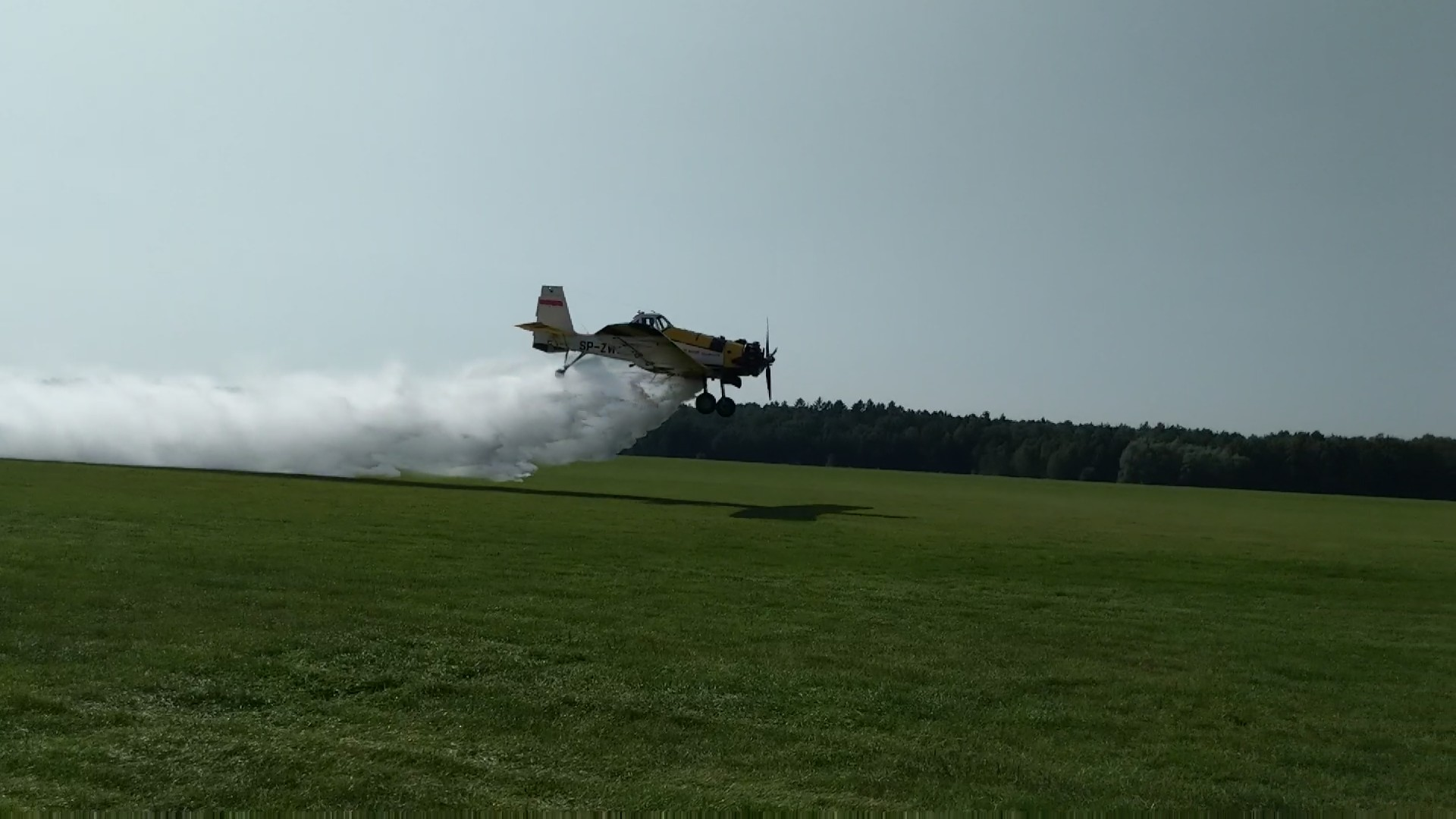
Zrzut wody podczas pokazów (zraszanie)

- Rozpiętość skrzydeł 17,70 m
- Długość 9,47 m
- Wysokość 3,70 m
- Pow. nośna 40,00 m²
- Masa własna 2710 kg
- Masa paliwa 285 kg
- Zrzut wody podczas pokazów (zraszanie)Masa chemikaliów 1050–1850 kg
- Masa całkowita 5300 kg
- Prędkość maks. 256 km/h
- Prędkość min. 109 km/h
- Prędkość wznoszenia 6,9 m/s
- Pułap 6500 m
- Rozbieg 200 m
- Zasięg 520 km